# Reine Xuan
La reine Xuan (宣太后, née en 338 av. J.-C., morte en 265 av. J.-C.), était l'épouse du roi Huiwen de Qin. Elle fut la mère du roi Zhaoxiang de Qin.

## Biographie
Originaire du royaume de Chu, la reine Xuan, qui appartient à la haute noblesse de ce royaume, devint une concubine du roi Huiwen de Qin et donna naissance en 325 av. J.-C. au prince Yin Ze (嬴則). Après la mort du roi en 311 av. J.-C. à l'âge de 43 ans, son fils aîné, Wu, né de la reine Hui Wen, lui succéda. Le prince Yin Ze fut envoyé dans le royaume de Zhao comme otage.
En 307 av. J.-C., le roi Wu mourut accidentellement et sans descendance à l'âge de 23 ans en essayant de porter un ding. Son frère, Zhaoxiang (Ying Ze) lui succéda. La reine Xuan devint alors la régente du royaume.